# 坡鹿
坡鹿（Panolia eldii），又名海南坡鹿，是東南亞特有的一種鹿。牠們最初是於1839年在曼尼普爾發現的。

## 特征
体长约1.8米，尾长约20厘米，四肢细长，显得格外矫健。雄鹿具角，第一眉叉自基部向前侧平伸出，与主干成弯弓形，后枝分出若干小叉，枝端略呈掌状。毛被黄棕、红棕或棕褐色，背有一条黑褐色脊带，背脊两侧点缀着白色斑点，仔鹿的斑点尤为明显，成年鹿冬毛斑点不明显。

## 亚种
坡鹿其下已知有三個亞種：
- 曼尼普爾坡鹿（P. e. eldii）：分佈在印度的曼尼普爾。
- 緬甸坡鹿（P. e. thamin）：分佈在緬甸及泰國。
- 泰國坡鹿（P. e. siamensis）：分佈在柬埔寨、中國、老撾、泰國、越南及海南省。

## 保育
曼尼普爾坡鹿是很稀有及處於極危的鹿，只有少於40頭。泰國坡鹿也是瀕危的，只有約150頭，在海南省的差不多已經在野外滅絕。緬甸坡鹿是處於近危及仍有一定數量，分佈在奇布爾·拉姆吉奧國家公園及洛克塔克湖。

## 氣象學
颱風坡鹿，自2023年「颱風軒嵐諾」被除名後，颱風委員會決定用以上動物名稱代替。

## 外部連結
- E-Pao.Net - Sangai : A cry in the wilderness（页面存档备份，存于）
- ARKive - 坡鹿的相片及映片
- Animal Diversity Web（页面存档备份，存于）